# Октябрина
Октябри́на — женское русское личное имя, возникшее в первые годы советской власти — в честь Октябрьской социалистической революции, празднование годовщин которой являлось Днём Великой Октябрьской социалистической революции — главным советским праздником.
Как и многие другие имена советского происхождения, имя Октябрина возникло в 1920-е годы, в период уникального явления в истории русской антропонимии, впоследствии названного «антропонимическим взрывом». На волне революционных перемен произошло небывалое расширение русского именослова, в том числе за счёт имён-неологизмов. Имя Октябрина образовано по модели традиционных женских русских личных имён с финалью -[ина] (сравните Августина, Акулина, Алевтина, Ангелина, Антонина, Арина, Валентина, Виталина, Галина, Екатерина, Ирина, Капитолина, Леонтина, Марина, Нина, Харитина, Христина). Основой послужило слово «октябрь», получившее в советские годы новые смысловые значения и коннотации, связанные с революцией. «Октябрём» (с прописной буквы), «Великим Октябрём» или «Красным Октябрём» именовали собственно Октябрьскую революцию и празднование её годовщин; пролетарскую революцию, революционный переворот вообще также называли «Октябрём».
У имени Октябрина имеются три родственных мужских имени: это парное — Октябрин, а также Октябрь и Октябрист.
Частотность имени была невысокой даже в годы наибольшего увлечения новыми именами (1920-е—1930-е); позднее имя фактически вышло из употребления. По сведениям, опубликованным Ю. Ф. Гаврюченковым, в Санкт-Петербурге в начале 2001 года проживала 331 носительница имени Октябрина — это наивысшее в городе значение среди «имён идеологического звучания». Все они родились в промежутке с 1923 по 1965 годы; пик наречений именем пришёлся на 1925—1931 годы.
Именем главной героини, «Октябрина», названа повесть Р. Е. Облонской (1957).